# Hellvik Station
Hellvik Station (Hellvik stasjon) er en jernbanestation på Jærbanen, en del af Sørlandsbanen, der ligger i bygden Hellvik i Eigersund kommune i Norge. Den består af to spor med to perroner, en tidligere stationsbygning af træ og en lille parkeringsplads. Perronernes højde er tilpasset lokaltogene NSB type 72.
Stationen åbnede som holdeplads sammen med Jærbanen 1. marts 1878. Oprindeligt hed den Helvig, men den skiftede navn til Helvik omkring 1882, til Helvig igen omkring 1894, til Helvik nok en gang omkring 1907 og endeligt til Hellvik i april 1921. Omkring 1918 blev den opgraderet til station. Den blev fjernstyret 7. juli 1964, og 1. maj 1965 blev den gjort ubemandet.
En del af banen mellem Hellvik og Egersund blev omlagt i 1948. Den gamle tracé benyttes i dag som vandrestien Hellvik folkesti, der går fra Hellvik bedehus via den nedlagte Maurholen Station til Egersund.